# スーズ・ランドール

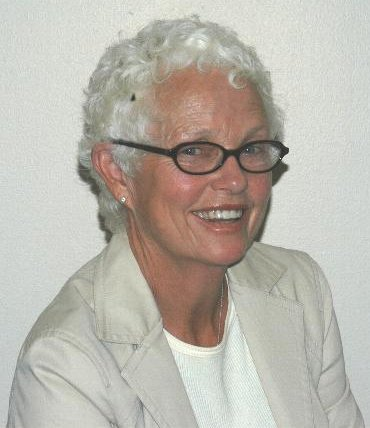
2004年6月のスーズ・ランドール

スーズ・ランドール（Suze Randall、1946年5月18日 - ）はイギリス出身でアメリカ合衆国在住の、元ファッションモデル、女性写真家、ポルノ製作者。彼女は25年以上に渡り、世界でも一線級のエロチックカメラマンの1人である。

## 来歴
1970年代初期に最初は看護師として、次にファッションモデルとして働き、ランドールはモデル仲間の友人を撮影したエロチックフォトで注目された。1972年、彼女はエリック・ロメールの映画『愛の昼下がり (L'Amour l'après-midi) 』でオーペア（家事等を手伝い、宿泊費・食事代を無料にしてもらう女子留学生）を演じた。彼女はモデルをあきらめ、エロチックフォトの撮影に時間を注ぎ込んだ。ペントハウス誌やPLAYBOY誌のような一流成人誌で長年働いた後、彼女は現在フリーのカメラマンとして仕事を続けている。近年彼女の仕事は、ボンデージ物が増えている。
ランドールの転機は、彼女がピンナップのモデルにリリアン・ミューラーを見出し、PLAYBOY誌のために彼女の写真を撮った時に訪れた。ミュラーは、1975年8月のプレイメイト・オブ・ザ・マンスの後、1976年のプレイメイト・オブ・ザ・イヤーに選出された。PLAYBOY誌の1976年5月号の写真記事で、ランドールはカメラマンとモデルの双方を務めた。彼女は1977年のハスラー誌上で、更に露骨なセルフポートレートを撮り続けた。
スーズ・ランドールは、1975年から1977年まで西海岸の写真編集者、マリリン・グラボウスキーの下でPLAYBOY誌のスタッフカメラマンとして働き、1977年から1979年までハスラー誌のスタッフカメラマンを務めた。その後、彼女が撮影した、アリア・ジョバンニ、アレクサス・ウィンストン、ラニー・バービー、ストーミー・ダニエルズ、ニキータ、サニー・レオーネ、レクサス・ロックリア、リリー・アン、シルヴィア・セイント、ズデンカ（ズデンカ・ポドカポーバ）、エリザベス・ヒルデン、ジゼル（ブランディ・レッドフォード）、テラ・パトリック、ジュリー・ストレイン、ラクエル・デーリアン、アイミー・スウィート、スワン（ジャスティン・ジョリー）、パメラがペントハウスペットとして、ペントハウス誌上を飾っている。
ランドールは評判が高いイギリスのダークラム酒、ラムスネイビー (Lamb's Navy)のカレンダーを撮影した。また、ピーター・フック（ニュー・オーダー）やロバート・パーマー等のミュージシャンのアルバムジャケットの撮影もしている。
スーズ・ランドールの夫は作家ハンフリー・ナイプである。彼は彼女の伝記『スーズ (Suze) 』(1977年 ISBN 978-0900735424)の執筆を手伝った。また彼女の映画の何本かで脚本、監督を務め（ビクター・ナイ名義）、スーズ・ランドール・プロダクションのウェブサイトの管理もしている。彼女の娘、ホリー・ランドール（1978年9月5日 - ）もエロチック・カメラマンで、母親と一緒に仕事をしている。また彼女自身のエロチックなウェブサイトも持っている。

## 引用
- 「ラリー（ラリー・フリント）はいかなるカメラマンにも散漫な撮影を許しませんでした。彼は読者にモデルの全ての毛穴まで見てもらおうと考えていました。それは、ほとんど全ての女の子にある欠陥をいかにして隠すかという難問を生じさせました。私は、ポーズやライティングでそれを実現する方法を学ばなければなりませんでした。」 -  ヴィレッジ・ヴォイス、2005年4月4日より引用
- 「私はセックスを見て興奮しすぎて、あまりに騒ぎすぎます」と、トレードマークの英国風アクセントと話の合間に響く悪魔のような笑い声を持つスーズが言う。「加えて、私はタレントはおろかクルーとでさえ、同年代ではありません。サイドラインから彼らを応援している年をとったおばあさんがここにいます。彼らは私を追い出します、そして仕事はよりよく進みます。」 - ヴィレッジ・ヴォイス、2005年4月4日より引用

## 受賞
- AVN殿堂
- XRCO殿堂（Film Creators部門）